# Suplement (kulturystyka)

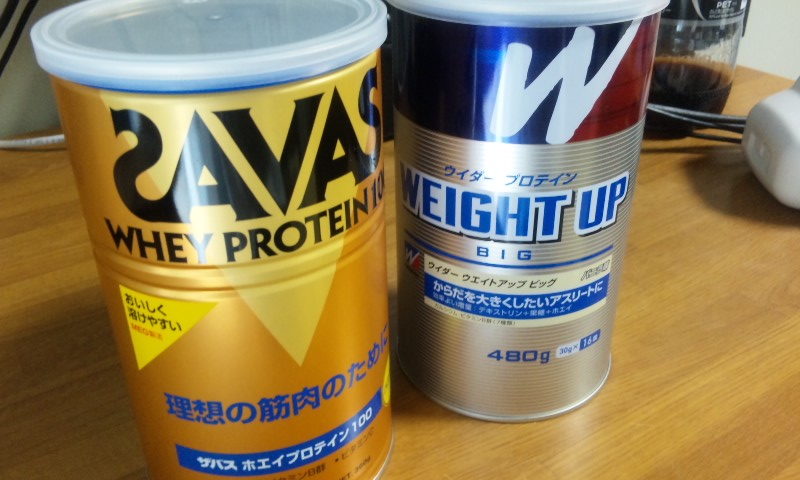
Odżywki proteinowe są jednym z najpopularniejszych suplementów diety kulturystycznej

Suplementy sportowe są rodzajem suplementów diety stosowane w celu: uzupełnienia diety sportowca, poprawy samopoczucia i ogólnego zdrowia, a także polepszenia wyników sportowych. Sprzedawane w sklepach posiadają status „dietetycznych środków spożywczych”, potwierdzony specjalnymi atestami. Głównymi zaletami suplementów są zbilansowany i dokładnie podany skład oraz prosty sposób przyrządzania. Suplementami sportowymi popularnymi wśród kulturystów są: kreatyna i efedryna. Suplementy sportowe mogą być sprzedawane w formie: środków w proszku, kapsułek, tabletek, napojów lub batonów.
Prawodawstwo Unii Europejskiej nie traktuje produktów sportowych oraz suplementów na równi z lekami, tylko jak tzw. zwykłą żywność. Głównym zagrożeniem wynikającym ze stosowania suplementów, nieraz kilku różnych w tym samym czasie jest ryzyko narażenia na zanieczyszczenia substancjami niewymienionymi na etykiecie np. rtęcią. Tyczy się to w szczególności środków ergogenicznych.
Innym rodzajem żywności są zamienniki posiłków będące rodzajem żywności funkcjonalnej i mogące być substytutem posiłku.

## Rodzaje suplementów sportowych
antyoksydanty - suplementy z przeciwutleniaczami mogą zawierać jeden lub kilka antyoksydantów w połączeniu ze składnikami roślinnymi np. witamina C, witamina E, koenzym Q10, beta-karoten, likopen, metionina, katechiny, antocyjany lub cynk, selen, magnez.
Aminokwasy rozgałęzione BCAA, beta-alanina, sok z buraków (azotany), wodorowęglan sodu, ekstrakt z czarnej porzeczki, kofeina, sok wiśniowy, kwas linolowy, siara, kreatyna, batony energetyczne, żele energetyczne, termogeniki, kwasy tłuszczowe omega-3, glutamina, HMB, leucyna, arginina, probiotyki, suplementy białkowe, prohormony, tauryna.

## Podział suplementów ze względu na etapy ich zażywania
Przed treningiem tzw. przedtreningówka
Suplementy stosowane przed treningiem to preparaty przeznaczone głównie dla sportowców oraz osób aktywnych fizycznie. Ich zadaniem jest zwiększenie wydolności organizmu w trakcie wysiłku. Mają za zadanie wywoływać efekt pobudzenia organizmu, zwiększenia jego koncentracji oraz zwiększenia intensywności ćwiczeń. Dobór suplementów przedtreningowych powinien być uzależniony od rodzaju treningu, stosowanej diety oraz od indywidualnych potrzeb organizmu.  Najczęściej zaliczamy do nich:
- aminokwasy rozgałęzione (BCAA) – przyśpieszają regenerację mięśni i przyrost masy mięśniowej,
- beta-alaninę – obniża zmęczenie mięśniowe i zapobiega zakwaszaniu mięśni,
- kreatynę – stosowana przed treningiem zwiększa wytrzymałość i dodaje energii do ćwiczeń,
- odżywki białkowe – dostarczają niezbędnych protein do budowy mięśni,
- odżywki węglowodanowo–białkowe – wpływają na efektywność treningów, dostarczają energii oraz chronią mięśnie przed degradacją,
- preparaty z kofeiną – zwiększają siłę, szybkość i koncentrację[4].

Podczas treningu
Suplementy dla sportowców stosowane w trakcie treningu to najczęściej napoje zawierające w swoim składzie węglowodany proste, które wydajnie nawadniają oraz dostarczają energii podczas treningu, jeżeli odczuwamy jej brak. Są to np. izotoniki lub napoje samodzielnie przyrządzane.
Po treningu
Po wysiłku należy przyjmować węglowodany o wysokim indeksie glikemicznym (węglowodany szybko przyswajalne – cukry proste). Ich stosowanie uzupełnia straty glikogenu mięśniowego. Niedostateczne uzupełnienie diety aminokwasami czy węglowodanami może w krótkim czasie doprowadzić, na skutek wzmożonego katabolizmu mięśni, do spadku masy mięśniowej.
Ogólnie przyjętą zasadą jest, że bezpośrednio po treningu przyjąć należy odpowiednio dużą dawkę węglowodanów (od 50 g do nawet 150 g), szybko wchłanialnego białka w postaci izolatu lub hydrolizatu białka serwatkowego (od 25 do 45 g) oraz kreatynę (od 5 do 10 g). Osoby ćwiczące wyjątkowo ciężko powinny także przyjmować porcję aminokwasów rozgałęzionych BCAA lub glutaminy.

## Suplementy dla sportowców ze względu na postać
Płynne suplementy – składają się głównie z węglowodanów (50–70%), białka (20%), czasem z niską zawartością tłuszczu. Wzbogacane witaminami i składnikami mineralnymi. Rozcieńczane wodą lub mlekiem.
Sportowe batony – dostępne w sklepach spożywczych oraz tych dla sportowców. Najczęściej zawierają duże ilości białka i/lub węglowodanów, niekiedy z dodatkiem tłuszczów. Wzbogacane witaminami i składnikami mineralnymi. Stosowane jako przekąska między posiłkami, posiłek przed treningiem, uzupełnienie strat po wysiłku. Jeżeli w składzie występuje L-karnityna, chrom lub wyciąg z garcynia Cambogia, pomagają spalać tkankę tłuszczową, redukować masę ciała oraz zmniejszają apetyt.  
Żele węglowodanowe – składają się głównie z węglowodanów (60–70%), oraz nieznacznych ilości białka i tłuszczu w opakowaniu do wyciskania. Z dodatkiem BCAA, antyoksydantów, kofeiny, L-karnityny, minerałów.  
Sportowe drinki – płyny wysoko węglowodanowe, uzupełniające zużycie glukozy podczas wysiłku oraz gaszące pragnienie. Uzupełniają straty jonów sodowych, dzięki czemu zapobiegają odwodnieniu w wyniku pocenia organizmu. Zawartość składników mineralnych wpływa pozytywnie na pracę mięśni.